# Fair use
Fair use (en anglès, en català «ús raonable») és un terme de la legislació nord-americana que es fa servir com a argument legal de defensa contra l'acusació de violar els drets d'autor o marques registrades. Si es tracta de marques registrades, els tribunals dels EUA consideren quatre factors per a determinar si és al·legable la defensa d'ús raonable: 
- Propòsit i caràcter de l'ús en la disputa.
- Naturalesa de l'obra protegida amb els drets d'autor.
- Importància de la part utilitzada en relació amb el conjunt de l'obra.
- Efecte de l'ús dins el mercat sobre el valor de l'obra protegida.

En el cas de marques registrades, l'usuari secundari ha de demostrar que no fa servir una marca de nom descriptiu, geogràficament descriptiu o personal, amb el mateix sentit que ho fan les marques registrades, sinó només per descriure els seus propis béns o serveis, o l'origen geogràfic d'aquests, o per nomenar la persona que dirigeix l'empresa.

## Ús raonable de les obres protegides
Els drets d'un autor sobre les seves obres tenen algunes limitacions. L'ús raonable és una de les més importants. Es considera ús raonable utilitzar una obra amb propòsits de crítica, realització de comentaris descriptius, notícies, ensenyament o investigació. Per a decidir si l'ús d'una obra és raonable es tenen en compte aquests altres factors:
- Si l'ús és sense finalitat de lucre i educatiu o comercial.
- La mida del fragment de l'obra utilitzada.
- L'efecte d'aquest ús sobre el mercat potencial o el valor del treball protegit.